# Кохівка (Павлоградський район)
Ко́хівка — село в Україні, у Богданівській сільській територіальній громаді Павлоградського району Дніпропетровської області. Населення за переписом 2001 року становило 415 осіб.

## Географія
Село Кохівка знаходиться на лівому березі річки Велика Тернівка, вище за течією на відстані 3,5 км розташоване село Миколаївка Друга (Близнюківський район), нижче за течією на відстані 1,5 км розташоване село Нова Дача, на протилежному березі — село Мар'ївка. У селі балка Журавка впадає у річку Велику Тернівку.